# Bagrus caeruleus
Bagrus caeruleus är en fiskart som beskrevs av Roberts och Stewart, 1976. Bagrus caeruleus ingår i släktet Bagrus och familjen Bagridae. IUCN kategoriserar arten globalt som sårbar. Inga underarter finns listade.